# Hippeastrum fuscum
Hippeastrum fuscum är en amaryllisväxtart som beskrevs av Friedrich Fritz Wilhelm Ludwig Kraenzlin. Hippeastrum fuscum ingår i släktet amaryllisar, och familjen amaryllisväxter. Inga underarter finns listade i Catalogue of Life.